# Comtat de Luxemburg
El comtat de Luxemburg després ducat de Luxemburg fou una jurisdicció del Sacre Imperi Romanogermànic. Com entitat feudal era més gran que el modern gran ducat de Luxemburg i incloïa la província belga d'aquest nom, part de la de Lieja, la rodalia de Longwy i Thionville fins a Marange-Silvange a França (Lorena), i la regió de Bitburg amb Saarburg (Alemanya).

## Història
El comtat apareix al final del segle X quan el comte de les Ardenes Sigifred va adquirir unes ruïnes d'un vell castrum romà anomenades Castellum Lucilinburhuc, que pertanyien als monjos de l'abadia de Sant Maximí de Trèveris, i va fer construir el castell de la ciutat de Luxemburg. El títol de comte de Luxemburg apareix sota Guillem I. El comtat era un feu anomenat masculí, que volia dir que en cas d'extinció de la casa comtal retornava a l'emperador. Això es va produir per primer cop el 1136, i l'emperador va confiar el comtat a Enric IV de Namur, un cosí germà del darrer comte doncs el pare d'aquest, Enric de Grandprés, comte de Namur, era el parent més proper (cunyat) de Conrad II el darrer representant de la línia de comtes de les Ardennes; el 1139 Enric va heretar del seu pare el comtat de Namur i el 1153 va heretar els comtats de Durbuy i de Laroche. Enric IV va morir també sense fills i el comtat fou donat als seus gendres, primer a Tibald I de Bar, casat amb la filla Ermesinda (que van haver de renunciar al comtat de Namur) i després a Walerà III de Limburg amb el que Ermesinda es va casar en segones noces (després de la mort de Tibald) i li va aportar en dot personal el comtat d'Arlon, que fins aleshores era part del ducat de Limburg. El fill d'Ermesinda, Enric el Ros, va imposar la sobirania de Luxemburg sobre el comtat de Vianden. El comte Joan el cec va comprar el 1337 la meitat del comtat de Chiny i el seu fill Wenceslao va comprar l'altra meitat.
Quatre dels comtes de la casa de Limburg (Luxemburg-Limburg) foren elegits emperadors. i el 1355 Luxemburg fou elevat a ducat per Carles IV del Sacre Imperi Romanogermànic. A causa de les necessitats financeres el ducat fou donat a cadets de la família conservant però el títol ducal. El 1437 la família regant es va extingir. La duquessa Elisabet de Görlitz, endeutada, va haver de vendre el ducat el 1443 al duc de Borgonya Felip III el Bo, que el va unir als Països Baixos borgonyons.

## Armes

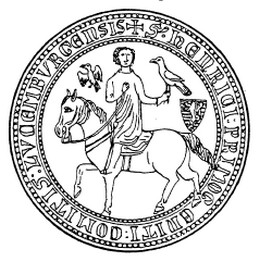
Enric VI comte de Luxembourg.

## Llista de comtes
Casa de les Ardenes
- 963 - 998: Sigifred (922 - 988), fill de Wigeric, comte de Bidgau i després comte palatí de Lotaríngia, i de Cunegunda

casat vers 950 amb Hedwigis de Nordgau (937 - 992), filla d'Eberard IV, comte de Nordgau
- 998 - 1026: Enric I (- 1026), fill de l'anterior
- 1026 - 1047: Enric II (- 1047), nebot, fill de Frederic (- 1019), comte al Moselgau, i d'Ermentruda de Gleiberg
- 1047 - 1057: Gilbert o Giselbert (1007 -1059), germà de l'anterior
- 1057 - 1086: Conrad I (1040 -1086), fill de l'anterior. Casat vers 1075 amb Clemència (1060 -1142), filla de Guillem VII d'Aquitània, duc d'Aquitània i d'Ermesinda
- 1086 - 1096: Enric III (-1086), fill de l'anterior
- 1096 - 1128: Guillem I (1081 -1131), casat vers 1105 amb Matilde o Lutgarda de Northeim, filla de Kuno, comte de Beichlingen
- 1128 - 1136: Conrad II (-1136), fill de l'anterior, casat amb Ermengarda, comtessa de Zutphen, filla d'Otó II, comte de Zutphen. Per manca de fills el comtat va retornar a l'Imperi que el va tornar a infeudar a Enric de Namur net per la seva mare de Conrad I de Luxemburg

Casa de Namur
- 1136 - 1196: Enric IV (1112 -1196), comte de Luxemburg i el 1139 de Namur, cosí germà de l'anterior, fill de Godofreu I, comte de Namur, i d'Ermesinda de Luxemburg. Casat en primeres noces el 1157 amb Laureta d'Alsàcia (-1170), filla de Thierry d'Alsàcia, comte de Flandres i de Margarita de Clermont. casat en segones noces el 1168/1169 amb Agnès de Gueldre, filla d'Enric, comte de Gueldre, i d'Agnès d'Arnstein. Com que no tenia fills mascles, l'emperador Enric VI va infeudar el comtat a son germà.

- 1196 - 1197: Otó I (1170 -1200), comte palatí de Borgonya. Casat el 1190 amb Margarita de Blois (1170 - 1230), filla de Tibald o teobald V, comte de Blois i de Chartres i d'Alix de França (1150-1195). El primer marit de la filla d'Enric IV de Luxemburg va negociar amb Otó I la seva renúncia i va recuperar el comtat en profit de la seva dona Ermesinda de Luxemburg
- 1197 - 1247: Ermesinda (1186 -1247), filla d'Enric IV el Cec i d'Agnès de Gueldre

casada en primeres noces el 1196 amb Tibald I de Bar (1158 -1214), comte de Bar i de Luxemburg
casada en segones noces el 1214 amb Walerà III (?-1226), comte de Limburg i de Luxemburg
Casa de Limburg
- 1247 - 1281: Enric V (1216 -1281), fill de l'anterior. Casat el 1240 amb Margarita de Bar (1220 -1275), filla d'Enric II, comte de Bar, i de Felipa de Dreux
- 1281 - 1288: Enric VI (1250 -1288), fill de l'anterior. Casat el 1265 amb Beatriu d'Avesnes (-1321), filla de Balduí d'Avesnes, senyor de Beaumont, i de Felicitat de Coucy
- 1288 - 1313: Enric VII (1274 -1313), fill, elegit emperador el 1308, coronat el 29 de juny de 1312. Casat el 1292 amb Margarita de Brabant (1276 - 1311), filla de Joan I, duc de Brabant i de Margarita de Flandes
- 1313 - 1346: Joan el Cec (1296 -1346), fill, rei de Bohèmia de 1311 a 1346. Casat en primeres noces el 1310 amb Elisabet Przemysl (1292 -1330), filla de Wenceslau II de Bohèmia, rei de Bohèmia i de Judit d'Habsburg. Casat en segones noces el 1334 amb Beatriu de Borbó (1320-1383), filla de Lluís I, duc de Borbó, i de Maria d'Avesnes
- 1346 - 1353: Carles IV (1316 - 1378), fill de l'anterior i d'Elisabet Przemysl, elegit emperador el 1346 amb el nom de Carles IV, emperador de 1355 a 1378. Casat en primeres noces amb Blanca de Valois (1316 -1348). Casat en segones noces amb Anna de Wittelsbach (1329 -1353), filla de Rodolf II, comte palatí. Casat en terceres noces amb Anna de Schweidnitz (1339 -1362). Casat en quartes noces amb Elisabet de Pomerània (1345 -1392)

## Ducs de Luxemburg
Vegeu: Ducat de Luxemburg